# Сосо (держава)
Сосо (1076 —1240 роки) — держава в Західній Африці, що утворилося внаслідок занепаду імперії Гана. Була підкорена імперією Малі. В істориків відома також як Пізня Гана.

## Історія
Область, де утворилася майбутня держава населяли племена сусу (сосо), що підкорялися гана (володарям) держави Вагаду. З часом тут набув впливу клан Діарісса, що обіймав посади намісників.
1076 року після поразки військ Вагаду у війні проти Альморавідів Камбіне Діаріссо оголосив про власну незалежність. Столицею стало поселення Гуссене (сучасна область Кайєс). 1087 року після загибелі еміра Абу-Бакра ібн Умара було відвойовано колишню столицю Вагаду — Кумбі, де Камбіне Діаріссо прийняв титул гани, оголосивши про відновлення імперії. Втім інші держави, що утворилися внаслідок розпаду Вагаду — Ґіри, Діафану, Сама, Дженне — не визнали владу Пізньої Гани (Сосо). Також довелося боротися проти сонгаїв з міста Гао, держав Уагудугу і Каніага.
З метою посилення свого становища та отримання допомоги від берберів наступник гана прийняв іслам та змінив ім'я на Сулейман. Втім все ж в почті переважали анімісти. Цей та наступний правитель Банна-Бубу (1100—1120) в союз із племенами фульбе боролися за відновлення імперії Вагаду. Столицею стає Кулікоро, а колишня столиця Вагаду — Кумбі — перетворюється на церемоніальний центр.
В подальшому гани Сосо — Махан Вагаду, Гане, Муса — не змогли розширити держави. Втім вона залишалася впливовою в басейні Нігеру. 1180 року після смерті гани Бірама Сако його сини почалися боротьбу за владу. Цим скористався Діара Канте, правитель невеличкої держави Каніага, який зрештою захопив владу в Сосо. Син останнього — Сумаоро Канте 1203 року поставив в Кулікоро номінальним правителем Сумабу Кіссе. 1235 року він визнав владу Малі, але 1240 року позбавлений влади, а його володіння приєднано до імперії Малі.